# 北日本物産 (新潟県)
北日本物産は、新潟県にあったギフト用カタログ販売会社。
2020年3月10日付で事業を停止、3月30日、東京地方裁判所から破産手続開始決定を受けた。

## 解説
1927年（昭和2年）3月創業、1948年（昭和23年）4月に法人化。
受取人がカタログの中から自由に商品を選択できるカタログチョイス事業を営んでいた。新潟県の本店のほか、東京、名古屋、大阪、福岡に営業拠点を設けていた。ギフト業者としての売上規模は全国的にも上位であった。
スポンサー候補を探し、別会社を設立して事業承継させる計画を立てていたものの破談に終わったため、破産申立をした。
負債総額約18億3000万円（2019年9月末）。

### 概要
北日本物産株式会社（資本金8862万円、燕市物流センター2-30、代表金子繁雄氏、従業員42名）